# Sauvez-moi (chanson)
Pour l’article homonyme, voir Sauvez-moi.
Singles de Johnny Hallyday
Rien n'vaut cette fille là
(1972) Avant
(1972)
Sauvez-moi est une chanson de Johnny Hallyday, sortie en 1972. Troisième extrait de l'album Country, Folk, Rock, elle est diffusée en 45 tours, le 23 octobre 1972. Adapté du titre américain Salvation, Sauvez-moi marque le début de la collaboration entre l'auteur-compositeur-interprète Michel Mallory et Johnny Hallyday.

## Genèse
Nota : source pour l'ensemble de cette section (sauf indication contraire).
Michel Mallory rencontre Johnny Hallyday par l'intermédiaire de l'épouse de Lee Hallyday, prénommée Susy. Cette dernière lui remet une cassette d'une chanson américaine Salvation, que le chanteur souhaite chanter en français. Aucun des paroliers qui s'y sont déjà essayé, ne lui a remis une adaptation satisfaisante. Hallyday souhaite que Mallory lui propose un texte... Un rendez-vous est fixé pour le lendemain.
L'auteur-compositeur-interprète, n'a encore jamais fait d'adaptation, il y travaille toute la nuit, change de thèmes, de sujets... l'entreprise s'avère laborieuse. Lorsque le jour se lève, il a un texte. Sans vraiment y croire, il se rend chez Johnny Hallyday.
« Vous avez les paroles ? » Johnny lit le texte, s'interroge sur le nombre de pieds (trop ou pas assez), comment phraser cela ? Mallory propose de la lui chanter. Après l'avoir écoutée, il quitte la pièce, pour y revenir accompagné par son guitariste Jerry Donahue. Pour la deuxième fois, Mallory chante Sauvez-moi. La chanson semble plaire au musicien ; à la troisième interprétation Hallyday chante avec Mallory.
« Tu as fait du bon boulot, déclare Johnny séduit par le texte, [...], je vais à Londres la semaine prochaine et je vais l'enregistrer. Ce mec, qui a tué père et mère et qui meurt comme un lâche, cela me plait, j'en ai marre de chanter les héros qui gagnent tout le temps et à qui il n'arrivent jamais rien. »
Le chanteur prendra trois autres chansons de Mallory, qu'il enregistrera pour l'album Country, Folk, Rock : Ma main au feu, Joe, la ville et moi, Hello US USA. 
Ensembles, durant trois jours, reclus dans l'appartement, ils écrivent quatre autres chansons : Tu peux partir si tu le veux, La prison des orphelins, J'ai besoin d'un ami, Le droit de vivre (on les retrouvera, l'année suivante, sur l'album Insolitudes).
Dès lors, l'amitié aidant, Michel Mallory, durant dix ans, collaborera régulièrement avec Johnny Hallyday pour qui il écrira plus de cent chansons.
Johnny Hallyday n'a inscrit Sauvez-moi qu'une seule fois à son tour de chant, en 1979, lors de son spectacle L'Ange aux yeux de laser.

## La chanson
Sauvez-moi évoque les derniers instants d'un condamné à mort, qui s'effondre totalement au moment de l'exécution, implore, « en appelle aux hommes, à Dieu ; supplie pour sa grâce...»
« C'est ma dernière cigarette, Mon dernier verre de rhum, J'ai droit à deux minutes, Pour la prière des hommes, On m'en a jamais apprise, Et j'ai peur comme un enfant, Oh, Dieu, que cette aube est grise, Pour mourir maintenant. La justice des hommes c'est trompée,  Il n'y a personne pour m'entendre crier, Sauvez-moi, Sauvez-moi, Faites quelque chose, [...], Je ne suis pas prêt, [...], Non, je ne suis pas prêt à mourir... »
Le condamné refuse de marcher, perd toute dignité, « vendrait sa mère pour pouvoir se sauver », affirme son innocence, « La justice des hommes s'est trompée, [...], sauvez-moi, [...], faites quelque chose », crie-t-il, tandis que « Des autres cellules les hommes » l'appellent, lui « disent adieu en tapant sur leur gamelle...»
« Je ne veux pas mourir pas maintenant, [...], Je suis innocent je le jure, Toi le curé dit leur que lui là-haut, ne veut pas
Dis leur qu'il les regarde / J'ai peur, je suis pas un héros, [...], Laissez-moi ma vie, Monsieur le Président, pitié pour ma grâce, [...], Sauvez-moi, sauvez-moi, sauvez-moi...  »
(paroles Michel Mallory)

## Autour de la chanson
Le 30 octobre, au Palais des sports de Paris, en présence de l'écrivain Jean Rostand, Johnny Hallyday participe, avec Georges Brassens, Léo Ferré, Nicoletta, Serge Reggiani et Nanette Workman, à un gala exceptionnel pour la réforme pénitentiaire, la prévention de la criminalité et l'abolition de la peine de mort.

## Discographie
1972 :
- 28 juin : album Country, Folk, Rock
- 23 octobre :

45 tours Philips promo hors-commerce 6837090 : Ma main au feu, Sauvez-moi
45 tours Philips 6009268 : Sauvez-moi, J'en mettrais pas ma main au feu
Discographie live :
- 1979 : Pavillon de Paris : Porte de Pantin

## Classements hebdomadaires
| Classement (1972) | Meilleure position |
| ----------------- | ------------------ |
| France            | 12                 |